# Geremia Lunardelli
Geremia Lunardelli (Mansuè, 20 agosto 1885 – San Paolo, 9 maggio 1962) è stato un imprenditore italiano.
Ricevette l'appellativo di Rei do Café (Re del Caffè) per i suoi enormi possedimenti terrieri coltivati a caffè negli stati brasiliani di San Paolo, Paraná e Mato Grosso del Sud, oltre che in Goiás ed in Paraguay.

## Biografia

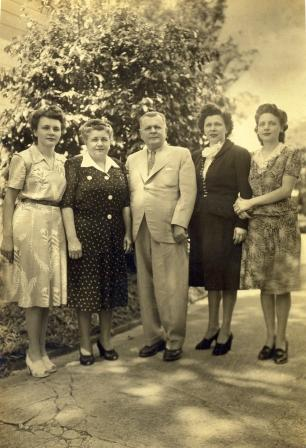
Geremia Lunardelli con la famiglia

Nato a Fossabiuba, minuscolo villaggio presso Mansuè in provincia di Treviso, da genitori contadini, all'età di due anni si trasferì in Brasile nel 1886 con la famiglia che, arrivata al Porto di Santos, era diretta per lavorare su una piantagione di caffè a San Paolo. 
Costretto a lavorare fin da bambino nelle fazendas come colono, camionista e custode, imparò a leggere e scrivere da solo all'età di 30 anni e, grazie al propri fiuto negli affari, riuscì col tempo a mettere da parte un capitale che gli consentì l'acquisto delle sue prime piantagioni di caffè a Sertãozinho, nel comune di Ribeirão Preto.
Nel 1915 si spostò a Olímpia, dove le piantagioni di caffè arricchirono notevolmente il suo patrimonio, nonostante gravi difficoltà. L'intenso gelo nel 1918, infatti, fece crollare le vendite di caffè al mercato di Santos, costringendolo a chiedere, con l'aiuto degli esportatori, diversi prestiti bancari per superare gli anni della crisi. In questa città divenne sindaco e presidente del Municipio.
Nel 1922 trasferì la sua residenza nella capitale San Paolo e alla fine degli anni 1920, arrivò a possedere fino a 15 milioni di piante di caffè, facendogli guadagnare l'appellativo di Re del Caffè.
La crisi del 1929 che colpì la borsa di New York fece crollare i prezzi del caffè e il valore dei terreni su cui era coltivato, tanto da indurre il governo brasiliano a vietare la coltivazione di caffè, promuovendo anche l'incendio spettacolare delle scorte fino a circa 80 milioni di sacchi.
Ad ogni modo, Lunardelli credette ancora nel caffè e, con il supporto finanziario delle case tradizionali di esportazione di Santos e le banche commerciali di San Paolo, riuscì ad attraversare indenne questa crisi, nonostante la scomparsa di molte opportunità legate al settore. In questo momento, Lunardelli approfittò della possibilità di acquistare terreni a buon mercato e di ottenere prestiti personali, per ampliare e rafforzare i propri affari.
Lunardelli puntò ad una produzione diversificata, in particolare nella regione nord-occidentale di San Paolo, arrivò a possedere 25.375 ettari di terreno che producevano oltre 10.000 quintali di foraggio invernale per 30.000 capi di bestiame, 11.500 ettari di cotone e 5.000 ettari coltivati a canna da zucchero. Dagli anni 1940 avviò investimenti in altri stati della federazione brasiliana, estendendo le sue attività a nord del Paraná, in cui già a metà degli anni 1950 possedette 55.000 acri di terra, la maggior parte di poi rivenduti sotto forma di colonizzazione. Creò anche piantagioni di caffè ed allevamenti di bestiame nel Mato Grosso do Sul, Goias e in Paraguay. In collaborazione con il fratello, Ricardo, fondò a Porecatu lo Zuccherificio Centrale del Paraná, che diede poi in gestione al suo pronipote Ricardo Lunardelli, il quale ampliò la capacità di investimenti con i nuovi impianti della Nova Usina Central Paraná, che all'epoca era il più grande zuccherificio del Brasile.
Nel 1928 rifiutò il titolo nobiliare di Conte offertogli dal re d'Italia e il titolo di Marchese offerto dal Papa nel 1946.
Per ricompensare i suoi servizi alla nazione brasiliana è stato decorato nel 1933 con la medaglia dell'Ordine nazionale della Croce del Sud.
Insieme all'imprenditore Assis Chateaubriand, Lunardelli è stato uno dei principali donatori di opere d'arte che fanno parte della collezione originale del Museo d'arte di San Paolo (MASP), tra cui quadri di Goya, Rembrandt, Renoir e Velasquez e alcune sculture di Rodin.
Geremia Lunardelli è morto nel 1962 a San Paolo, lasciando la vedova Albina Furlanetto, nove figli e 36 nipoti.